# Werner Schneidratus

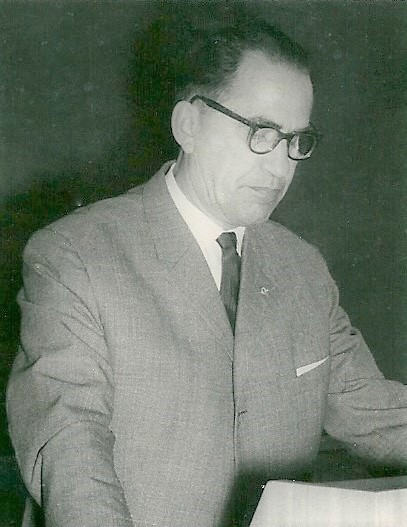
Werner Schneidratus (1962)

Werner Schneidratus (* 10. September 1908 in Karolinenhof bei Berlin; † 6. Februar 2001 in Berlin) war ein deutsch-sowjetischer Bauingenieur, Architekt und Hochschullehrer. Er war der Sohn des Architekten Oswald Schneidratus und dessen Ehefrau Elisabeth Schneidratus geb. Kamischke und emigrierte 1924 im Alter von 16 Jahren zusammen mit seiner Familie in die UdSSR.
Von 1928 bis 1932 studierte Werner Schneidratus „Architektur und Bauingenieurwesen“ an der Moskauer Technischen Hochschule (MWTU), arbeitete als Architekt in verschiedenen Städten der UdSSR und war seit 1934 Oberstleutnant der Reserve in der Sowjetischen Armee.
1937 wurde er im Zuge des Großen Terrors unmittelbar nach der Hinrichtung seines Vaters verhaftet und zu zehn Jahren Arbeitslager im fernöstlichen Kolymagebiet verurteilt. Zwei Jahre nach seiner 1947 erfolgten Entlassung wurde er erneut verhaftet und lebenslänglich nach Sibirien verbannt, wo er die ebenfalls verbannte Ukrainerin Jaroslawa Salik heiratete und wo auch ihr Sohn Oswald Schneidratus im Jahre 1951 geboren wurde.
Nach seiner Rehabilitierung 1955 siedelte er mit Familie in die Deutsche Demokratische Republik über. Werner Schneidratus wurde hier ein renommierter Architekt, Hochschullehrer und Mitglied der Bauakademie der DDR.

## Biografie

### Bildung und akademische Laufbahn
- 1914–1923: Berlin, Grundschule und Gymnasium, Relegation wegen verbotener „kommunistischer Tätigkeit“
- 1924: Stadt Engels, Hauptstadt der Autonomen Sozialistischen Sowjetrepublik der Wolgadeutschen, Abendschule mit Abitur
- 1924–1928: Berufsausbildung und Tätigkeit als Fräser im Werk Dynamo in Moskau
- 1928–1932: Studium an der Moskauer Technischen Hochschule (MWTU), Fakultät Bauwesen, Abschluss als Diplomingenieur für Industriebau[2]
- 1934 – 18. November 1937: Aspirantur und Assistenzprofessur an der „Allunionsakademie für Architektur“, Moskau (Verhaftung zehn Tage vor dem geplanten Verteidigungstermin seiner Dissertation)
- 1954: Berufung zum Mitglied der „Sowjetischen Akademie für Architektur“
- 1956: Bund der Architekten der DDR (BdA/DDR), Mitglied des Bundesvorstands
- 1962: Ernennung zum Professor und zum ordentlichen Mitglied der Bauakademie der DDR.

### In Deutschland, 1908 bis 1924 und 1932/1933
Werner Schneidratus wurde 1908 in Berlin-Karolinenhof geboren. Als Kind erlebte er die Leiden der Zivilbevölkerung und die Hungersnöte im Ersten Weltkrieg in Berlin. Etwas Erleichterung verschafften die Besuche einschließlich Mittagessen beim Großvater Oswald Schneidratus, der als leitender Kartograf des Deutschen Generalstabs eine Sonderversorgung mit Nahrungsmitteln erhielt.

#### Legale und illegale antifaschistische und politische Tätigkeit
Sein Vater, der Architekt Oswald Schneidratus, war im Ersten Weltkrieg als Kriegsgegner zum Dienst an der Westfront verurteilt worden. Er beteiligte sich an der Novemberrevolution 1918, wurde Vorsitzender des Arbeiter- und Soldatenrates Berlin-Schöneberg/Friedenau, trat 1919 in die KPD ein, wurde KPD-Stadtverordneter in Berlin-Friedenau und Regionalkommandeur (Kommandeur Gr. IV) des illegalen M-Apparats der KPD.

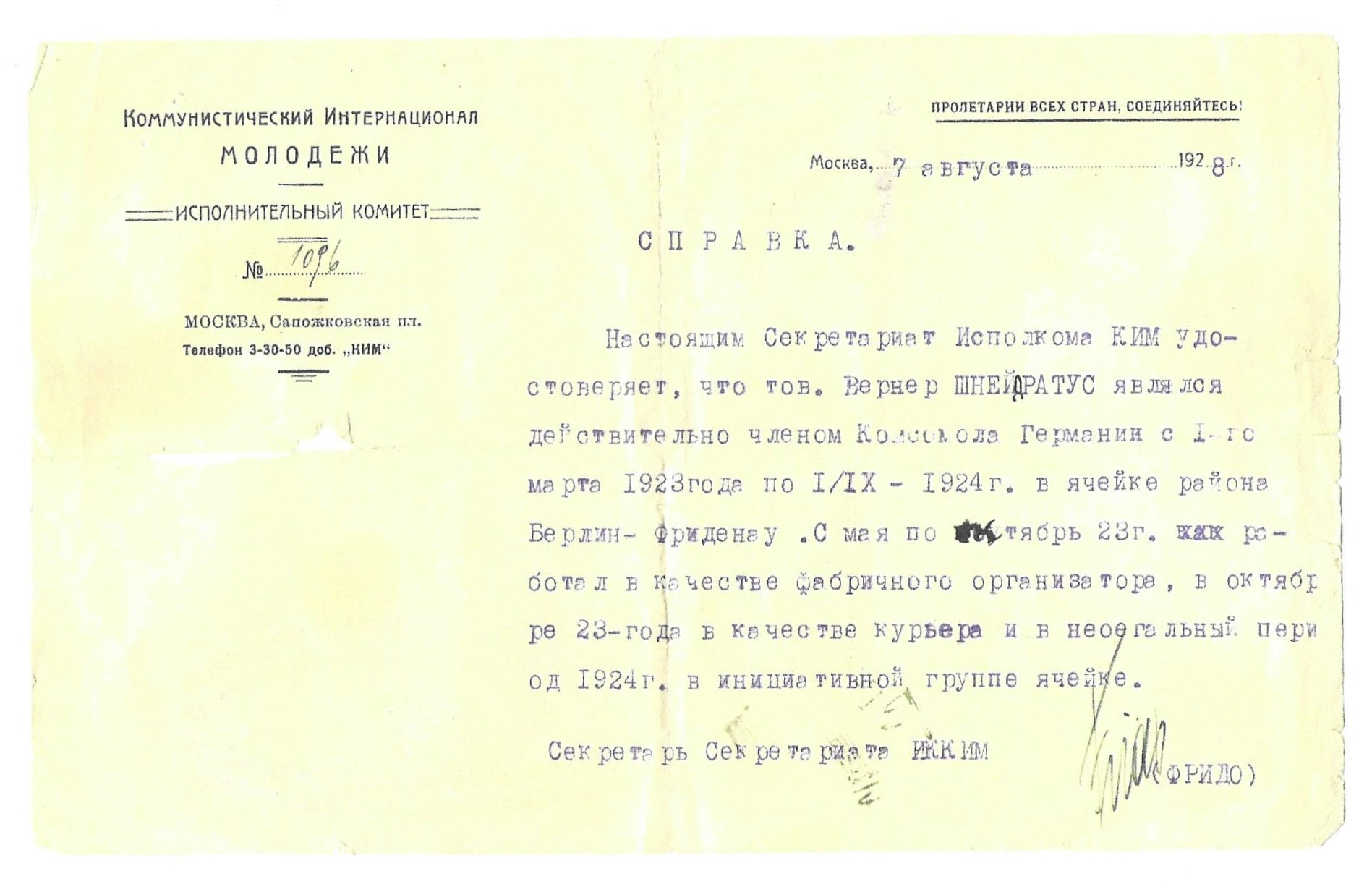
Werner Schneidratus, Bescheinigung der Jugendorganisation, Moskau 1928 (Russisch)

Werner Schneidratus beteiligte sich bereits als Jugendlicher aktiv an der legalen und illegalen Tätigkeit der KPD. Eine am 7. August 1928 vom Büro der Kommunistischen Jugendinternationale in Moskau ausgestellte Bescheinigung bestätigt:
- die Tätigkeit für den Kommunistischen Jugendverband Deutschland (KJVD) in Berlin-Friedenau,
- den Einsatz als illegaler Kurier im Oktober 1923 (während der Aufstandsvorbereitungen zum „Deutschen Oktober“), Teilnahme am Hamburger Aufstand (er lernte hierbei Ernst Thälmann kennen),
- die illegale Tätigkeit 1924 als „Mitglied der Initiativgruppe…“ der KJVD-Zelle in Berlin-Friedenau (was zur Relegation vom Gymnasium führte).

Nach der Flucht in die UdSSR 1924 war Werner Schneidratus in den Jahren 1932/1933 wieder in Berlin und hier im Ingenieurbüro der sowjetischen Handelsvertretung tätig. Am 27. Februar 1933, dem Tag des Reichstagsbrands, wurde er von einem SA-Trupp verhaftet und in das Polizeipräsidium am Alexanderplatz (alte Stadtvogtei) gebracht, konnte von dort jedoch fliehen. Versteckt auf einem Handelsschiff gelangte er von Danzig nach Leningrad.
In der vom Reichssicherheitshauptamt (RSHA) vor Kriegsbeginn und in der Anfangszeit des Zweiten Weltkriegs zusammengestellten Sonderfahndungsliste UdSSR wurden aufgeführt:
- 136. Schneidratus, Elise, geb. Kamischke, 26.2.90 Berlin, RSHA IVA1.
- 137. Schneidratus, Oswald, 13.8.81 Berlin, Bauingenieur, RSHA IVA1.
- 138. Schneidratus, Werner, 10.9.08 Berlin, RSHA IVA1.

Die in diesen Listen aufgeführten Personen waren beim Einmarsch zu verhaften und gegebenenfalls zu erschießen. Zum Zeitpunkt der Erstellung dieser Liste war Oswald Schneidratus bereits in der UdSSR erschossen worden, Elisabeth (falscher Vorname in der Liste) und ihr Sohn Werner Schneidratus zu Lagerhaft verurteilt.
Nach der Rückkehr in die DDR erfolgte 1959 die offizielle Anerkennung von Werner Schneidratus als Verfolgter des Naziregimes und Kämpfer gegen den Faschismus. Als Bürge bestätigte Robert Siewert dessen illegale antifaschistische Tätigkeit.

### In der UdSSR, 1924 bis 1955

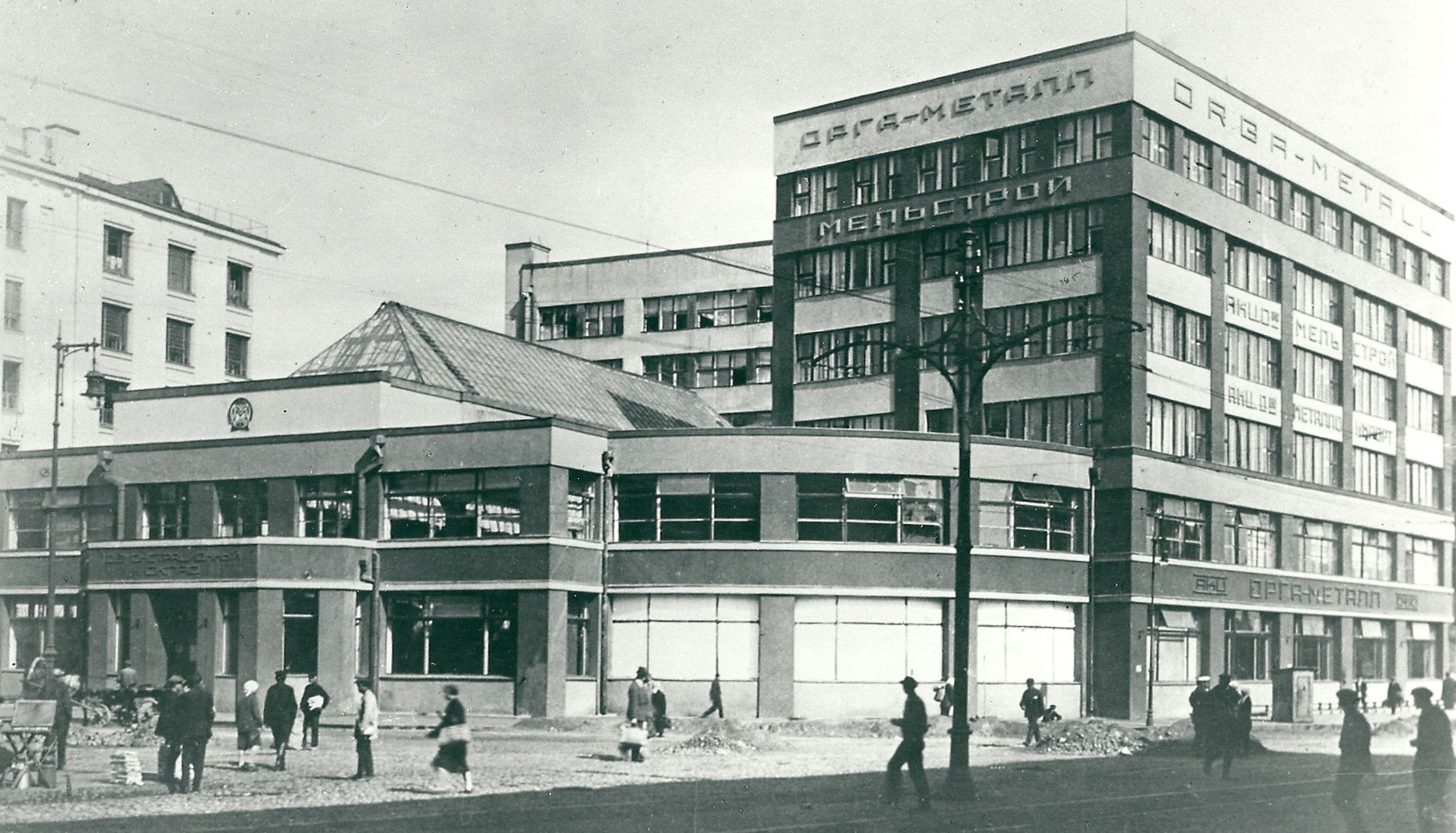
Zentrale der Aktiengesellschaft Orga-Metall, Moskau (errichtet 1927/1928)

1924 drohte in Berlin die Verhaftung seines Vaters, und Werner Schneidratus emigrierte gemeinsam mit den Eltern und seiner jüngeren Schwester Ilse im August 1924 in die UdSSR.
Während seines Studiums beteiligte sich Werner Schneidratus im Rahmen seiner Diplomarbeit für den Studiengang Industriebau an der Moskauer Technischen Hochschule (MWTU) an der Errichtung des Gebäudes für die Zentrale der AG Orga-Metall. Dieser von seinem Vater Oswald Schneidratus 1927/1928 projektierte Bau war das erste Gebäude in der Formensprache des Bauhauses auf dem Territorium der UdSSR und steht nach seiner Sanierung unter Denkmalschutz. Nach seinem Studium in Moskau war Werner Schneidratus als Architekt und Stadtplaner sowie als Assistenzprofessor an der Moskauer „Allunionsakademie für Architektur“ tätig.
Höhepunkte seines Wirkens als Architekt:

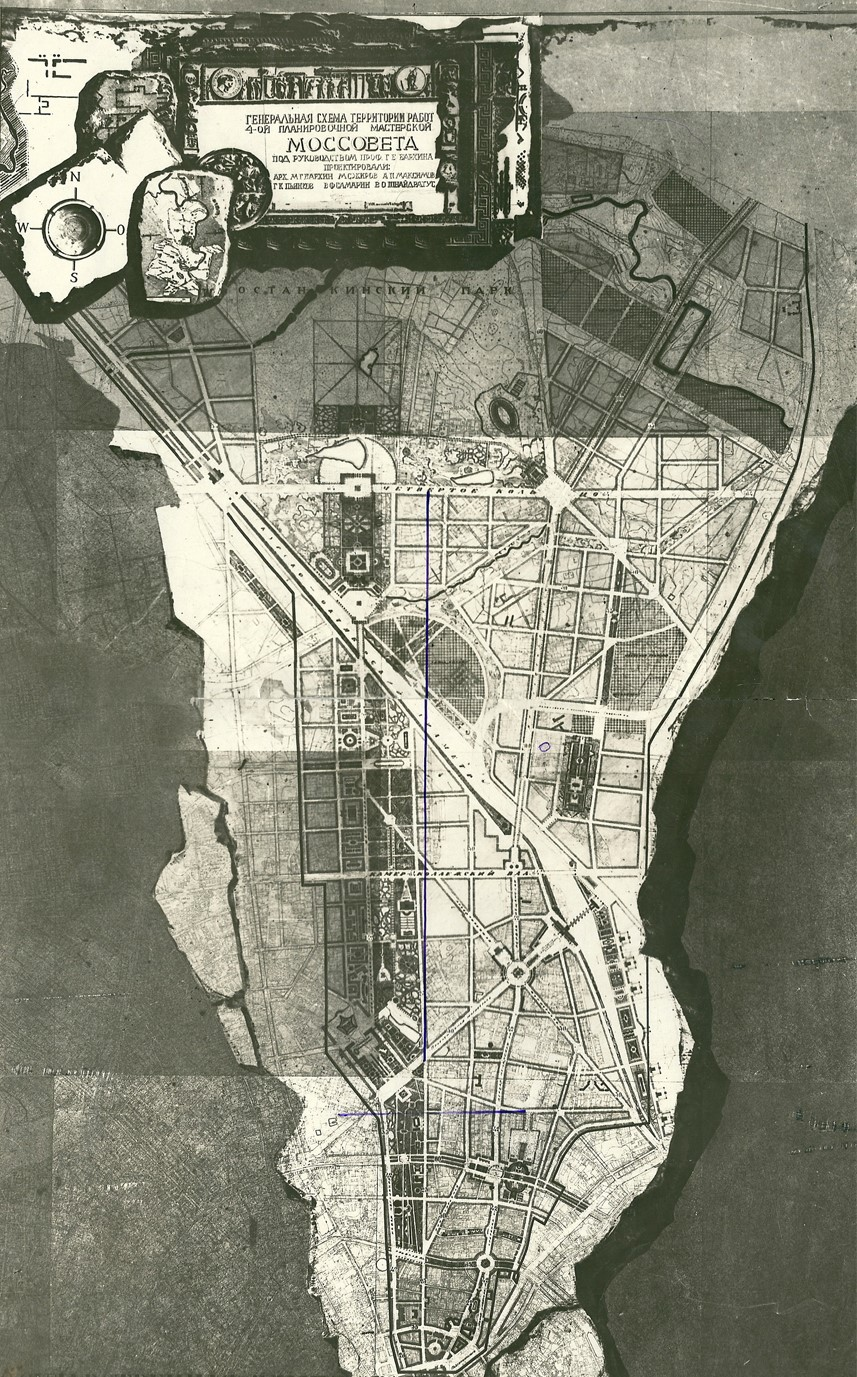
Generalbebauungsplan Moskau, Projekt des Architektur- und Projektierungsbüros des Bezirks Nr. 4 Ostankino (1934/1937)

- 1934–1937: Teilnahme an der Umsetzung des „Generalplans zur Rekonstruktion Moskaus“, Leiter der Architektur- und Projektierungswerkstatt des Bezirks Nr. 4 (Ostankino)
- Architektenverband der UdSSR: Leitung der Sektion für ausländische Architekten; Nach Angaben von Kurt Junghanns zählte die Sektion Ausländischer Architekten im Sowjetischen Architektenverband zwischen 1933 und 1936 etwa 800 bis 1000 Mitglieder. Etwa die Hälfte der ausländischen Architekten seien Deutsche gewesen (Ernst May, Hannes Meyer, Bruno Taut, Fred Forbat, Johann Wilhelm Lehr, Eugen Kaufmann, Kurt Liebknecht, Margarete (Grete) Schütte-Lihotzky, Gerhard Kosel und andere).

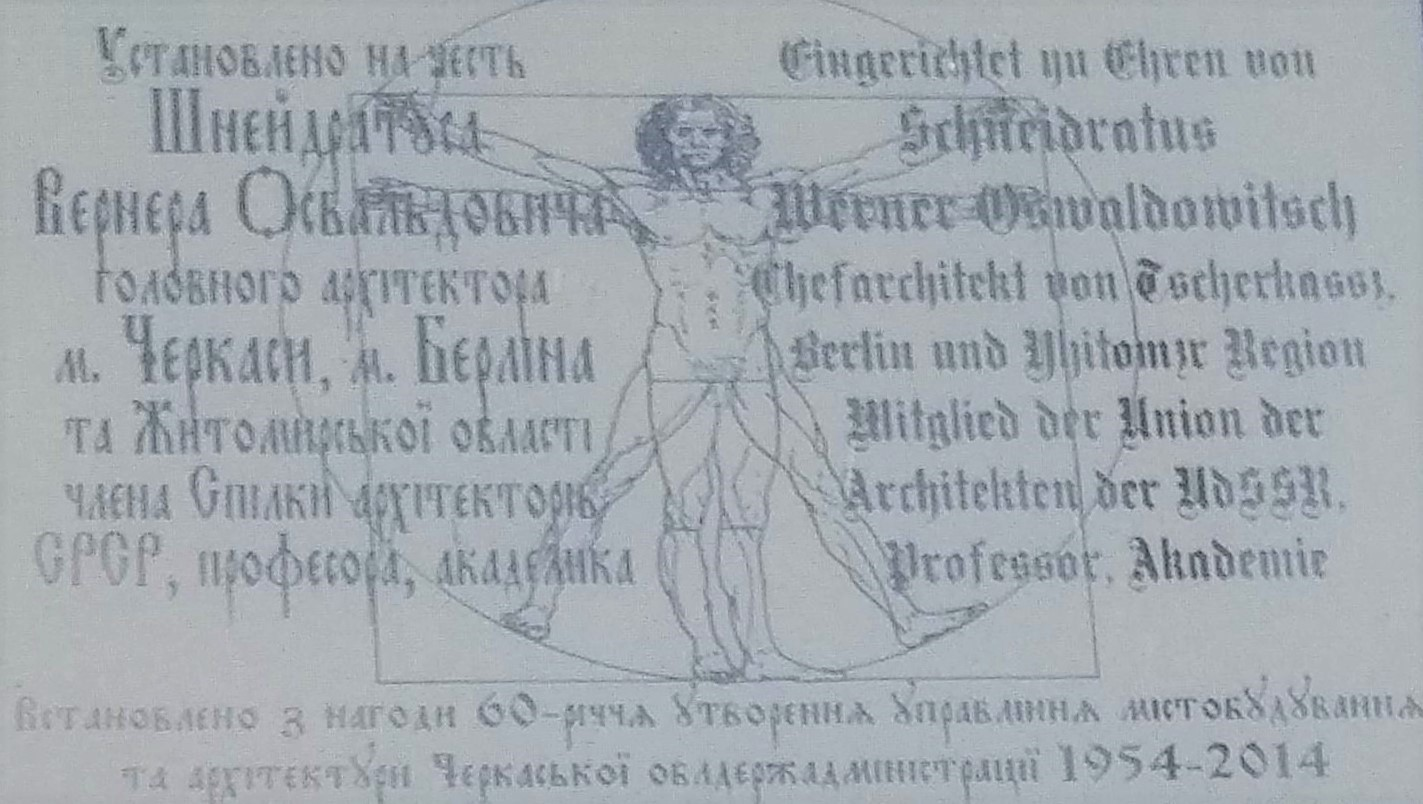
Gedenktafel für Werner Schneidratus in Tscherkassy/Ukraine (2014)

- 1938–1941: Werner Schneidratus wurde als Lagerhäftling mit der Leitung der Projektierung und Baudurchführung von vier Werkhallen und des Kraftwerks des Werks zur Produktion von Bergbauausrüstungen in Orotukan beauftragt, einem der Zentren der Goldförderung des Kolymagebietes. Selbst Strafgefangener, hatte er mehrere Tausend inhaftierter und freier Projektanten, Ingenieure und Arbeiter anzuleiten.
- 1947–1949: Teilnahme am Wiederaufbau von Kiew, Bezirksarchitekt des Gebietes Shitomir, Ukraine
- 1954–1955: Werner Schneidratus erarbeitete als Chefarchitekt der ukrainischen Stadt Tscherkassy den Generalbebauungsplan dieser Stadt. Bei der Errichtung des in der Nähe befindlichen Krementschuker Staudamms und Wasserkraftwerks war ein großer Teil dieser Stadt im Krementschuker Stausee versunken und musste an anderer Stelle neu errichtet werden.

### Verhaftungen und Verurteilungen in der UdSSR, 1937 und 1949
In der Nacht zum 1. November 1937, wenige Tage vor der geplanten Verteidigung seiner Dissertation, wurde Werner Schneidratus im Zuge des „Großen Terrors“ verhaftet. In seinem Antrag an die Generalstaatsanwaltschaft der UdSSR zur Überprüfung seines Falls aus dem Jahr 1953 beschreibt er die Verhöre: „… Während achtmonatiger Ermittlungen (wurde) ich … schweren körperlichen Folterungen ausgesetzt, … zu endlosen Verhören mit „Anwendung körperlicher Gewalt“ gebracht und schließlich – körperlich und geistig vollständig gebrochen, (jeweils 2 bis 3 Personen nahmen an meiner physischen „Bearbeitung“ teil) – gezwungen, eine offensichtliche Absurdität zu unterschreiben – ich hätte an einen vor mir verhafteten deutschen Bekannten Informationen „über die Stimmungen der sowjetischen Intelligenz“ und „über den 10-Jahres-Plan zur Rekonstruktion Moskaus“ weitergegeben… .“
Entsprechend dem neu ins Strafrecht eingeführten Straftatbestand der „Kontaktschuld“ wurden außerdem die Kontakte zu seinem Vater Oswald (zu diesem Zeitpunkt bereits erschossen) und zum deutschen Architekten Kurt Mayer (verhaftet und verurteilt 1936) als strafverschärfend gewertet. Auf der Grundlage des erfolterten Geständnisses wurde Werner Schneidratus am 26. Mai 1938 von der Sonderversammlung des NKWD wegen „konterrevolutionärer Tätigkeit“ zu 10 Jahren Arbeitslager im Gebiet des sibirischen Flusses Kolyma verurteilt.
Die Haftjahre unterteilten sich in folgende Phasen:
- von Februar 1937 bis Mai 1938: Untersuchungshaft
- von Juni 1938 bis September 1938: Transport in Viehwaggons von Moskau zum Straflager
- von Oktober 1938 bis März 1943: Hauer in Schächten verschiedener Goldgruben im Permafrostboden (erschwerte Bedingungen)
- von April 1943 bis Juli 1945: Holzfäller im Waldeinschlag
- von Juli 1945 bis November 1947: Polier einer Baubrigade für Industrie- und Schachtbauten

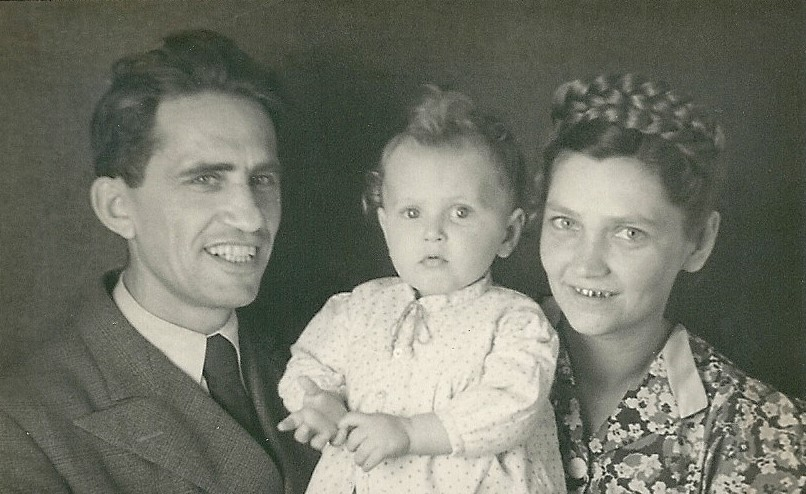
Werner Schneidratus mit Ehefrau Jaroslawa, geb. Salyk und Sohn Oswald (1951)

Zwei Jahre nach seiner 1947 erfolgten Entlassung wurde Werner Schneidratus erneut verhaftet, sechs Monate in Einzelhaft gehalten und am 30. Juli 1949 von der Sonderversammlung des Ministeriums für Staatssicherheit der UdSSR wegen der gleichen Anschuldigungen wie 1937 zu einer lebenslänglichen Verbannung in das Gebiet Krasnojarsk in Sibirien verurteilt.
Am 19. September 1955 wurden die Urteile gegen Werner Schneidratus durch das Militärgericht des Moskauer Gebiets aufgehoben und seine Freilassung angeordnet. In der Urteilsbegründung wird darauf verwiesen, dass eine Spionagetätigkeit nicht nachgewiesen werden konnte und bei den Vernehmungen von Schneidratus offensichtlich „…ungesetzliche Methoden…“ angewandt wurden.
In einem Brief, den er 1964 an den Ersten Sekretär des Zentralkomitees der KPdSU, Nikita Sergejewitsch Chruschtschow zu dessen 70. Geburtstag sandte, heißt es: „…Werter Nikita Sergejewitsch, das Allerschlimmste für uns war nicht die Haft an sich… Nein, das Schlimmste war, … dass wir unter den Händen der sozusagen ‚eigenen Leute‘ — der Wachmannschaften, der Gefängniswärter und der Untersuchungsrichter verendeten, die sich ‚Sowjetbürger‘ nannten und zum großen Teil sogar ‚Parteigenossen‘.“
Die für Werner Schneidratus sehr wichtige Mitgliedschaft in der KPdSU und im sowjetischen Architektenverband wurde nach der Verhaftung annulliert und erst nach der Rehabilitierung 1955 wiederhergestellt.

### Architekturprojekte in der UdSSR (Auswahl)
(Quelle:)

#### 1933 bis 1937
- Verwaltungsgebäude und Erholungsheim der Gesellschaft „Prometheus“ in Moskau am Zubovsky Boulevard beziehungsweise in Ilyinskaya bei Moskau 1933,
- drei Bergwerke der Kupferhütte in Chimkentsk, 1934
- Montagewerk der Lokomotivfabrik in Orsk, 1934
- Wohnhaus mit 60 Wohnungen für die Arbeiterwohngenossenschaft „Weltoktober“ Moskau, Kalugaer Chaussee, 1934
- Parkanlage „Chapilov-Teich“ in Moskau, 1935
- Bebauungsplan der 1. Meschtschanskaja Straße in Moskau, 1935
- Umgestaltung des Sukharevski-Platzes in Moskau, 1935
- Bebauungsplan des Moskauer Zakrestovsky-Bezirks, 1936
- Bebauungsplan der Nord-Süd-Magistrale in Moskau, 1936
- Teilnahme am Generalplan der Rekonstruktion Moskaus, 1934 bis 1937
- Zentralkaufhaus in Taschkent, 1937
- Typenprojekte für Landwarenhäuser mit 8, 12 und 16 Verkäufern, 1937

#### 1937 bis 1947 (während der Lagerhaft)
- Projektierung des Wiederaufbaus havarierter Goldwaschanlagen, die im Kolymagebiet eine beträchtliche Größe erreichten; Auf der Kolyma wurde in dieser Zeit die größte Menge Gold in der UdSSR gefördert, etwa 10 % aller sowjetischen Gulaghäftlinge waren dort inhaftiert.
- Projektierung und Baudurchführung (Chefingenieur und Bauleiter) von vier Werkhallen und Kraftwerk der Schwermaschinenfabrik (Bergbauausrüstungen) in Orotukan

#### 1947 bis 1949
- Zusammenarbeit mit dem namhaften russischen Architekten Alexander Wassiljewitsch Wlassow beim Wiederaufbau der kriegszerstörten ukrainischen Hauptstadt Kiew
- Wiederaufbau des Verwaltungsgebäudes des Innenministeriums in Korosten (Ukraine), 1948
- Wiederaufbau der Wohnsiedlung der Musikinstrumentenfabrik in Schitomir, 1948
- Kino mit 500 Plätzen in Novograd-Volynsky, 1949

#### 1949 bis 1954 (während der Verbannung)
- Arbeiterwohnsiedlungen in Chandalsk und Potschet, 1950/1951
- drei Verwaltungsgebäude in Dolgi Most, 1951/1952
- Klub mit Saal für 500 Zuschauer in Chandalsk, 1952
- Krankenhauskomplex mit 800 Betten in Nischny Ingasch, 1953
- Hotel mit 400 Betten in Abakan, 1954

#### 1954 bis 1955
- Generalbebauungsplan Tscherkassy

### In der DDR und in der BRD, 1955 bis 2001

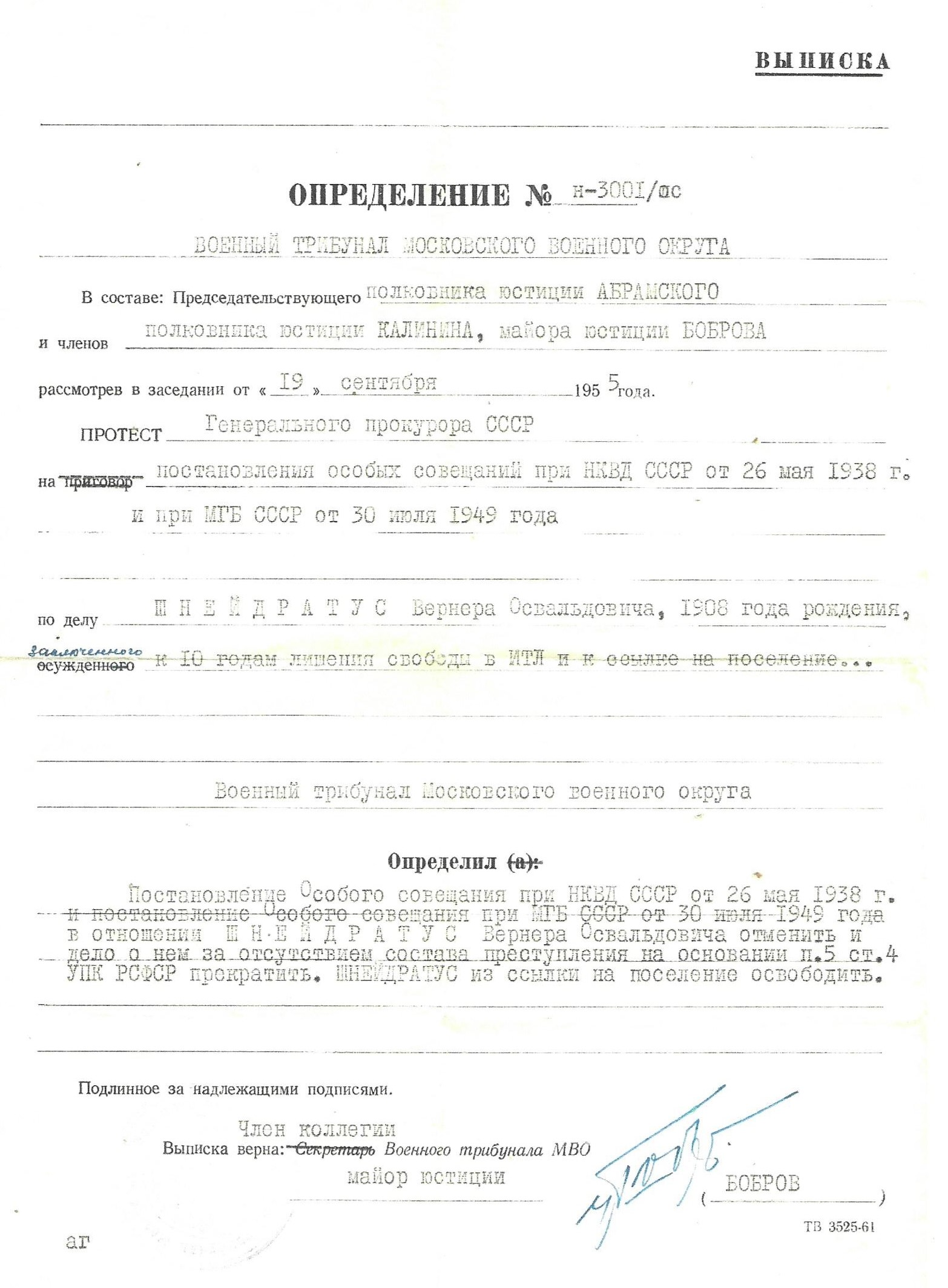
Werner Schneidratus, Bescheinigung zur Rehabilitierung 1955 (Russisch).

Nach seiner völligen Rehabilitierung beantragte Werner Schneidratus die Ausreise in die Deutsche Demokratische Republik (DDR). Er traf im November 1955 im Alter von 47 Jahren zusammen mit seiner Ehefrau und seinem 1951 in Dolgi Most während der Verbannung geborenen Sohn Oswald in Ost-Berlin ein. Die Regierung der DDR hatte die Umsiedlung der Familie Schneidratus in die DDR gegenüber der sowjetischen Regierung beantragt.
Gemäß dem verordneten Schweigen über das Leben während der Repressionen in der UdSSR wurde unmittelbar nach der Ankunft in Berlin im Zentralkomitee der SED eine Legende für diesen Lebensabschnitt erarbeitet, wonach Werner Schneidratus „bei der kriegsbedingten Verlegung sowjetischer Fabriken nach Sibirien eingesetzt war“.
Von 1956 bis 1958 arbeitete Werner Schneidratus im Ministerium für Aufbau als Leiter der Verwaltung Städtebau und Entwicklung. Anschließend war er bis 1962 verantwortlicher Sekretär der „Kommission für Bauwesen“ beim Rat für gegenseitige Wirtschaftshilfe (RGW) mit Sitz in Berlin. Von 1962 bis 1964 leitete er als stellvertretender Direktor das Institut für Typenprojektierung. Im Jahr 1964 wurde er zum stellvertretenden Leiter des Bereichs Städtebau und Architektur der Bauakademie der DDR ernannt, in dieser Funktion wirkte bis 1966 er maßgeblich an den Planungsarbeiten für Leipzig, Karl-Marx-Stadt, Magdeburg und Greifswald mit. Ab 1966 amtierte er als stellvertretender Vorsitzender der Sektion Städtebau und Architektur des Plenums der Bauakademie. Als Leiter der Arbeitsgruppe Generalbebauungsplan war er an der Entwicklung der wissenschaftlichen Grundlagen für das 1971 verabschiedete Wohnungsbauprogramm der DDR unmittelbar beteiligt.
Zur Überwindung der immer noch existierenden Wohnungsnot sollte mit industriellen Technologien (z. B. Fertigbau mit Großplatten) ein deutlich höheres Tempo des Bauens erreicht werden. Bis zu 3 Millionen Wohnungen mit der gesamten umliegenden sozialen Infrastruktur (Schulen, Kindergärten, Sportanlagen, Kliniken, Einkaufsmöglichkeiten, Restaurants, Kinos usw.) sollten gebaut oder modernisiert werden. Seine berufliche Tätigkeit beendete Werner Schneidratus mit der Leitung der Regierungskommission für den Wiederaufbau der Dresdner Semperoper, die im Februar 1945 wie die ganze Dresdener Innenstadt zerstört worden war und nach dem Wiederaufbau im Jahr 1985 eröffnet wurde.

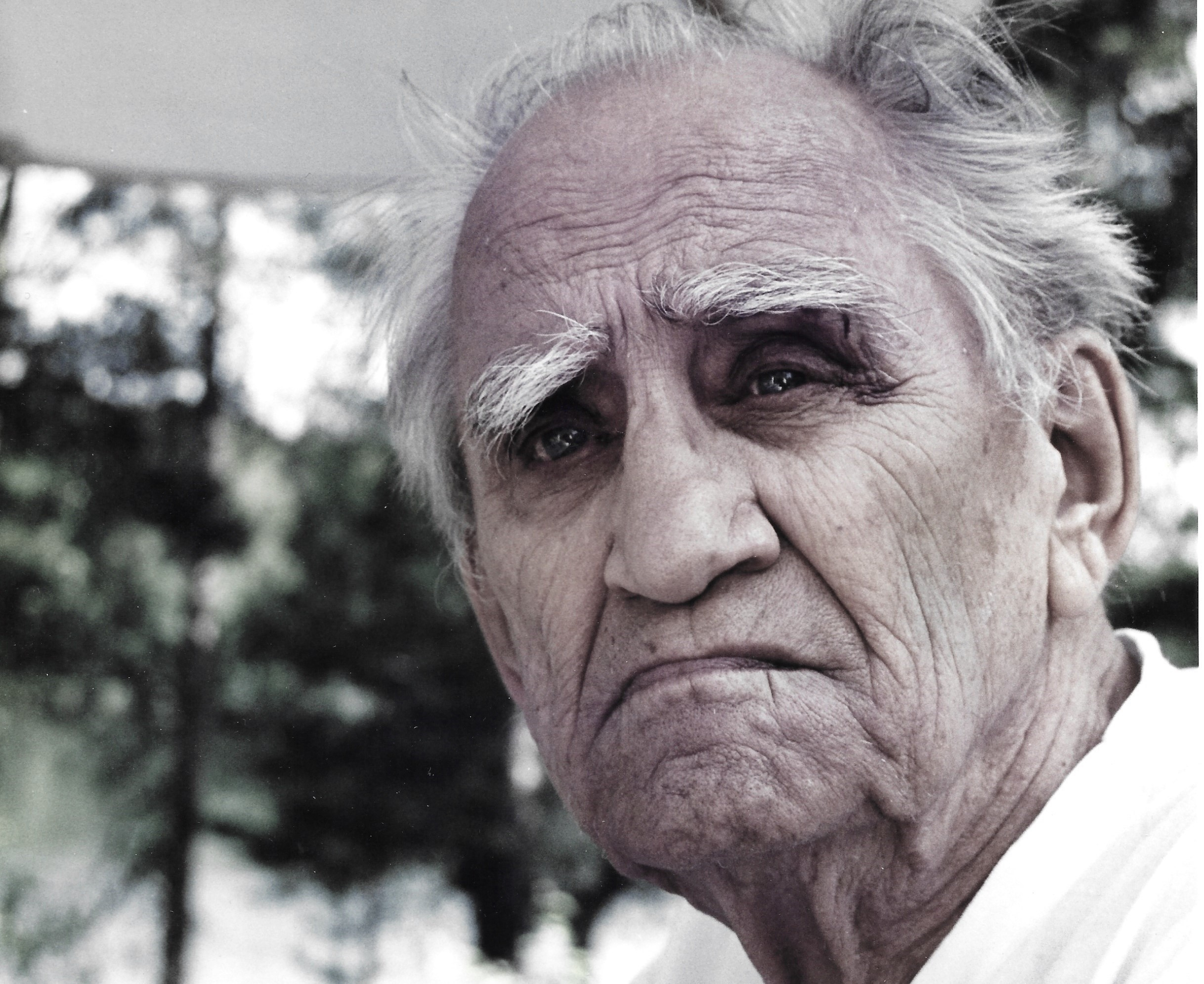
Werner Schneidratus an seinem 92. Geburtstag (2000)

Den Beitritt der DDR zur Bundesrepublik Deutschland am 3. Oktober 1990 erlebte Werner Schneidratus im Alter von 82 Jahren. Bei klarem Verstand gehörte er nicht zu denjenigen, die die Gründe für den Zusammenbruch des „real existierenden Sozialismus“ primär „Verrätern in den eigenen Reihen“ oder verschiedenen Gegnern zuschrieben. Vor allem versuchte er, jene Widersprüche des eigenen Gesellschaftssystems zu erkennen, die letztendlich zu dessen Untergang geführt hatten. Er erlebte zudem eine verbreitete Negierung von Lebensleistungen auch auf dem Gebiet der Architektur. Er empfand es hierbei als ungerecht, dass die Jahre seiner Lagerhaft bei der Rentenberechnung nur mit der niedrigsten Punktezahl (für unqualifizierte Hilfsarbeiten) berücksichtigt wurden und versuchte vergeblich, gegen andere willkürliche Rentenkürzungen (Kappungen) zu prozessieren. Die Abschaffung der „Ehrenpension für Kämpfer gegen den Faschismus“ und ihren Ersatz durch eine deutlich reduzierte „Entschädigungsrente“ empfand er – auch unter Verweis auf die Pensionshöhe ehemaliger Nazirichter in Deutschland – als Verhöhnung aller Opfer und aktiven Kämper gegen den Faschismus.
Werner Schneidratus starb 2001 nach einem wechselvollen Leben im Alter von 92 Jahren im Kreis seiner Familie in seiner Geburtsstadt Berlin.

## Mitgliedschaften (Auswahl)
- 1. Mai 1923: Kommunistischer Jugendverband Deutschlands (KJVD)[13]
- 1925 bis 1928: KOMSOMOL UdSSR
- 1925: Gewerkschaft der Bauarbeiter UdSSR
- April 1928: Aufnahme in die Kommunistische Allunions-Partei (Bolschewiki, WKP(B)), Parteiausschluss nach der Verhaftung des Vaters im Juni 1937, Wiederaufnahme im September 1955
- Vereinigung der Verfolgten des Naziregimes
- Ab 1955: Sozialistische Einheitspartei Deutschlands (SED)
- Mitglied des Präsidiums des Architektenverbandes der DDR
- Ab 1956: Freier Deutscher Gewerkschaftsbund (FDGB)
- Ab 1956: Deutsch-Sowjetische Freundschaft (DSF)
- Internationale Föderation der Kämpfer gegen den Faschismus (Fédération Internationale de Résistance)

Militärische Tätigkeit
- Ab 1934: Oberstleutnant der Reserve, Pionierbataillon der Nishni Nowgoroder Division, Sowjetarmee (Degradierung zum Soldaten bei der Verhaftung 1937)[14] Seine hohe militärische Qualifikation hatte er dadurch erreicht, dass er auch Militärbauwesen studierte und später in Vorbereitung auf einen Einsatz in Spanien Militär-Sonderkurse absolvierte.
- 1936: Meldung als Freiwilliger der Internationalen Brigaden im Spanischen Bürgerkrieg, Ausreise durch Verhaftung 1937 verhindert
- Ab 1956: Kommandeur in den Kampfgruppen der DDR

## Auszeichnungen (Auswahl)
- Ehrenbürgerwürde des Stadtbezirks Berlin-Lichtenberg
- Medaille für die Teilnahme an den bewaffneten Kämpfen der deutschen Arbeiterklasse in den Jahren 1918 bis 1923
- Medaille für Kämpfer gegen den Faschismus 1933 bis 1945
- Stern der Völkerfreundschaft (Gold)
- Karl-Marx-Orden 1979
- Vaterländischer Verdienstorden (Gold / Silber / Bronze), Ehrenspange
- Banner der Arbeit 1. Stufe
- Schinkel-Medaille (Silber)
- Medaille für hervorragende Leistungen im Bauwesen der DDR (Gold)
- Jubiläumsmedaille „70. Jahrestag der Oktoberrevolution“ (UdSSR)
- Verdienstmedaille der Kampfgruppen der Arbeiterklasse

## Zur Familie
Der Vater Oswald Schneidratus war verheiratet mit Elisabeth Schneidratus geb. Kamischke (1890–1975). Der Ehe entstammten der Sohn Werner Schneidratus (1908–2001) und die Tochter Ilse Schneidratus (1913–1987). Oswald Schneidratus emigrierte im August 1924 mit seiner Familie in die UdSSR. Er hat als erster Architekt zugleich das Gedankengut des Bauhauses in die UdSSR importiert. 1937 wurde er im Zuge der sogenannten Deutschen Operation des NKWD wegen angeblicher „konterrevolutionärer-trotzkistischer Tätigkeit“ zum Tod verurteilt und am selben Tag auf dem militärischen Übungsgelände Butowo bei Moskau hingerichtet.
Die Mutter Elisabeth Schneidratus war unter anderem als Lehrerin an der deutschen Karl-Liebknecht-Schule in Moskau tätig. Nach der – damals verheimlichten – Hinrichtung ihres Mannes im Jahre 1937 wurde sie zu einer mehrjährigen Haftstrafe im „Akmolinsker Lager für Frauen von Heimatverrätern“ (ALZHIR) in Akmol bei Astana (Kasachstan) verurteilt. Danach lebte sie in Moskau und starb dort 1975 im „Altersheim verdienter Bolschewiki“.
Die Schwester Ilse Schneidratus (1913–1987) emigrierte ebenfalls 1924 im Alter von 11 Jahren gemeinsam mit den Eltern und dem älteren Bruder Werner in die UdSSR. Sie absolvierte von 1935 bis 1940 ein Ingenieurstudium am Moskauer Luftfahrtinstitut und am Moskauer Institut für Maschinenbau und erlangte ihren Abschluss als Diplomingenieurin. Bereits zwei Jahre nach ihrem Studium wurde sie wegen ihrer deutschen Nationalität von 1942 bis 1956 nach Oktjabrski und Sterlitamak in der Baschkirischen Autonomen Sowjetrepublik (heute Baschkortostan) zur Zwangsarbeit in der Arbeitsarmee mobilisiert. Danach war sie bis 1973 als Ingenieurin im „Lenin-Schwermaschinenwerk“ in Sterlitamak tätig. Sie starb in Ufa, der Hauptstadt von Baschkortostan.
Der Großvater Oswald Schneidratus (um 1855–1934) war während des Ersten Weltkriegs leitender ziviler Angestellter der kartografischen Abteilung des deutschen Generalstabs.
1936 nahmen alle in der UdSSR lebenden Mitglieder der Familie Schneidratus die sowjetische Staatsbürgerschaft an (Vater, Mutter, Sohn und Tochter).